# Liste des seigneurs et princes de Tarnovo
Le titre de prince de Tarnovo (en bulgare, Княз Търновски / Knyaz Tarnovski) est le titre traditionnellement donné au fils aîné du souverain bulgare, en tant qu’héritier présomptif du trône de Bulgarie (période contemporaine).
Au cours de l’histoire bulgare, le titre de seigneur de Tarnovo (en bulgare, Господин Търновски / Gospodin Tarnovski) a aussi été utilisé par des princes médiévaux.
Tarnovo (aujourd’hui Veliko Tărnovo, en Bulgarie) est une ancienne capitale bulgare, une des plus robustes fortifications de la Bulgarie médiévale entre les XIIe et XIVe siècles et le plus important centre politique, économique, culturel et religieux de l’empire. Au XIVe siècle, l’Empire byzantin étant affaibli, Tarnovo prétendit être la troisième Rome sur la base de son influence culturelle prééminente sur les Balkans et le monde slave orthodoxe.

## Liste des princes de Tarnovo

### Maison Chichman
En 1393, après une vigoureuse résistance à un siège de trois mois, Tarnovo a été prise par l’envahisseur ottoman et tout le tsarat avec elle. Alors que le tsar bulgare Ivan Chichman changea son lieu de résidence pour le château de Nicopolis, il prit le titre de « seigneur de Tarnovo ».
En 1593, Théodore Ballina de Nicopolis, un noble bulgare descendant de la dynastie médiévale des Chichman, prit à son tour le titre de « seigneur de Tarnovo ». Il était le chef du premier soulèvement de Tarnovo contre l’Empire ottoman. En 1686, Rostislav Stratzimirovitch, un autre descendant de la dynastie et le chef du deuxième soulèvement de la ville, prit également la dignité seigneuriale.
1. Jean Chichman, « seigneur de Tarnovo » de 1393 à 1395 ;
2. Théodore Ballina, « seigneur de Tarnovo » en 1598 ;
3. Rostislav Stratzimirovitch, « seigneur de Tarnovo » en 1646.

Lors du troisième soulèvement de Tarnovo, en 1835, le chef de l’insurrection, Velcho Atanasov, non membre de la dynastie des Chichman, prit lui aussi le titre de « seigneur de Tarnovo ».

### Maison de Saxe-Cobourg et Gotha
En 1894, Boris, fils aîné du prince souverain Ferdinand Ier de Bulgarie, reçut l’ancien titre de « prince de Tarnovo », utilisé dans ce cas pour désigner le prince héritier de la principauté, devenue ensuite le royaume de Bulgarie. 
| Rang | Portrait                  | Prince                                                                                     | Période                                                      | Monarque      | Maison                                                              |
| ---- | ------------------------- | ------------------------------------------------------------------------------------------ | ------------------------------------------------------------ | ------------- | ------------------------------------------------------------------- |
| 1    | Boris, prince de Tarnovo  | Boris Né le 30 janvier 1894 à Sofia (Bulgarie) — Décédé le 28 août 1943 à Sofia (Bulgarie) | 30 janvier 1894 — 3 octobre 1918 (24 ans, 8 mois et 3 jours) | Ferdinand Ier | Maison de Saxe-Cobourg et Gotha (fils de Ferdinand Ier de Bulgarie) |
| 2    | Siméon, prince de Tarnovo | Siméon Né le 16 juin 1937 à Sofia (Bulgarie)                                               | 16 juin 1937 — 28 août 1943 (6 ans, 2 mois et 12 jours)      | Boris III     | Maison de Saxe-Cobourg et Gotha (fils de Boris III de Bulgarie)     |

## Liste des héritiers des prétendants au trône bulgare
Depuis l’abolition de la monarchie en 1946, le titre continue d’être utilisé au sein de la famille royale. L’actuel « prince de Tarnovo » est le prince Boris, petit-fils du roi Siméon II.
Au sein de la famille, l’épouse du prince de Tarnovo est titrée princesse de Tarnovo (en bulgare, Княгиня Търновска / Knyagina Tarnovska). La seule à avoir porté ce titre est Miriam de Ungría y López, l’épouse du prince Kardam.
| Rang  | Portrait                 | Prince                                                                                      | Période                                                    | Prétendant    | Maison                                                                |
| ----- | ------------------------ | ------------------------------------------------------------------------------------------- | ---------------------------------------------------------- | ------------- | --------------------------------------------------------------------- |
| « 3 » |                          | Kardam Né le 2 décembre 1962 à Madrid (Espagne) — Décédé le 7 avril 2015 à Madrid (Espagne) | 2 décembre 1962 — 7 avril 2015 (52 ans, 4 mois et 5 jours) | « Siméon II » | Maison de Saxe-Cobourg et Gotha (fils de Siméon II de Bulgarie)       |
| « 4 » | Boris, prince de Tarnovo | Boris Né le 12 octobre 1997 à Madrid (Espagne)                                              | Depuis le 7 avril 2015 (9 ans, 11 mois et 1 jour)          | « Siméon II » | Maison de Saxe-Cobourg et Gotha (petit-fils de Siméon II de Bulgarie) |